# Louis le Bègue du Presle Duportail
Louis Antoine Jean le Bègue du Presle Duportail, indicato da alcuni storici americani anche come Lebègue (Pithiviers, 14 maggio 1743 – Oceano Atlantico, 12 agosto 1802), è stato un politico, generale e nobile francese.
Fu geniere capo del Continental Army durante la Rivoluzione americana e consigliere strategico del presidente George Washington. Fu inoltre segretario di stato per la guerra del Regno di Francia all'inizio della Rivoluzione francese.

## Biografia

### I primi anni
Louis Lebègue Duportail nacque nel 1743 a Pithiviers, in Francia, da una nobile famiglia. Si diplomò alla scuola del genio militare di Mézières nel 1765 col grado di sottotenente, e  nel 1773 venne promosso capitano.

### La carriera
Promosso tenente colonnello nel corpo dei genieri reali,  Duportail venne inviato segretamente in America nel marzo del 1777 per prestare servizio nel Continental Army di George Washington sulla base di un accordo con Benjamin Franklin e col generale Gilbert du Motier de La Fayette. Venne nominato colonnello e geniere capo del Continental Army nel luglio del 1777, fu promosso generale di brigata dal 17 novembre 1777, e divenne comandante del Corps of Engineers nel maggio del 1779; quindi venne promosso maggiore generale il 16 novembre 1781.
Duportail prese parte ai piani di fortificazione di Boston, di Filadelfia e di Charleston, dove venne catturato alla resa della città nel maggio del 1780, aiutando poi Washington a realizzare le prime strategie difensive come suo consigliere strategico. Scambiato poi con altri prigionieri, diresse la costruzione delle opere d'assedio per la battaglia di Yorktown, decisiva vittoria franco-americana durante le guerre rivoluzionarie. Durante lo scontro nella Valley Forge tra la fine del 1777 e l'inizio del 1778, il suo quartier generale fu alla Cressbrook Farm.
Dopo aver completato il proprio incarico in America, si dimise dall'esercito statunitense e fece ritorno in Francia nell'ottobre del 1783. Duportail venne assegnato all'esercito e nel 1788 ottenne il grado di maresciallo di campo. Prestò servizio come ministro per la guerra dal 16 novembre 1790 e sino al 7 dicembre 1791, all'inizio della Rivoluzione francese, promuovendo delle riforme militari. Costretto a nascondersi dai giacobini radicali, tornò in America ed acquistò una fattoria presso Valley Forge, in Pennsylvania, dove visse sino al 1802 quando morì in mare nel tentativo di fare ritorno in Francia. Venne sepolto in mare.